# Skovsbo (Rynkeby Sogn)
 For alternative betydninger, se Skovsbo. (Se også artikler, som begynder med Skovsbo)
Skovsbo er en gammel herregård, som nævnes første gang i 1369. Gården ligger i Rynkeby Sogn, Bjerge Herred, Kerteminde Kommune. Hovedbygningen er opført i 1572-1579 og tilbygget i 1881 ved August Klein.
Forfatteren Agnes Henningsen (1868-1962) voksede op på Skovsbo.
Skovsbo Gods er på 188 hektar

## Renæssancehovedbygningen
Den nuværende renæssancehovedbygning med svungne gavle er opført 1572-79 for rigsråd Erik Hardenberg (1534-1604) med et hovedhus i to etager over en hvælvet kælder, et ottekantet trappetårn med spir mod vest samt en udbygning i det sydøstlige hjørne med trappetårn.

## Kapellet på Skovsbo
Ved herregårdens opførelse blev der indrettet kapel i den søndre tværfløjs stueetage. Rummet måler 5,8 x 5,8 m og har hvælvet loft. Kapellet blev benyttet til vielser igennem 1600- og 1700-tallet, men nedlagt og omdannet til havestue 1811. Her blev store dele af herregårdens inventar bortauktioneret; formentlig også kapellets.
Kapellet har været hjem for flere overordentligt vigtige kirkelige genstande, herunder det såkaldte 'Hornekrucifiks' fra 1579, et messingkrucifiks med genanvendelse af franske emaljearbejder fra 1200-tallet. I krucifikset er indgraveret Erik Hardenbergs og Anne Rønnows hjelmprydede våbener og årstallet 1579.
Den overdådigt illuminerede evangeliebog fra 1300-tallet, der er indbundet i et Limoges-bogbind fra 1200-tallet, og nu kaldes Hornebogen har ligeledes været en del af kapellets inventar. Oprindelig stammer bogen måske fra Bosjökloster i Skåne, men blandt de våbener, initialer og indskrifter, der findes i bogen er også Erik Hardenbergs og Anne Rønnows, og den blev nedarvet til først datteren Mette Hardenberg og siden barnebarnet Anne Gyldenstierne.
De nævnte genstande fulgte med Anne Gyldenstierne, da hun flyttede til Hvedholm. Det vides med sikkerhed, at "Hornebogen" overgik til Horne Kirke 1656. Derimod er det ikke sikkert, at krucifikset nogensinde blev givet til den kirke, det nu har navn efter. Det er ikke nævnt blandt kirkens klenodier, og det kom til Nationalmuseet af andre veje end "Hornebogen".

## Krucifikset
350 m vest for Skovsbo står et krucifiks, rejst af Anne Rønnov kort før hendes død i 1609. Krucifikset på marken er i dag kun en replika, da det ægte krucifiks står inden døre på Skovsbo på grund af et hærværksforsøg i 2005. Under Napoleonskrigene i begyndelsen af 1800-tallet var spanske lejesoldater en del af områdets befolkning, og de gjorde ofte knæfald foran krucifikset, til stor forundring for de lokale. Det skyldes, at krucifikser er en del af den katolske tradition og dermed ikke noget særsyn i Spanien.
Ifølge overleveringen vil der ske ulykker på Skovsbo, hvis krucifikset forfalder eller fjernes.
Over Kristus-figuren ses ikke den gængse latinske forkortelse INRI, men derimod en fordansket udgave: INIK (Iesus af Nazareth, Iødernes Konge).

## Ejere af Skovsbo
- (1359-1369) Tue Nielsen Bild
- (1369-1410) Niels Tuesen Bild
- (1410-1450) Tove Andersdatter Hvide gift Bild
- (1450-1452) Johanne Nielsdatter Bild gift Lykke
- (1452-1458) Peder Lykke
- (1458-1480) Niels Lykke
- (1480-1541) Joachim Lykke
- (1541-1562) Peder Lykke
- (1562-1565) Eiler Hardenberg
- (1565-1604) Erik Hardenberg
- (1604-1609) Anne Eilersdatter Rønnow gift Hardenberg
- (1609) Mette Eriksdatter Hardenberg gift Gyldenstierne
- (1609-1616) Preben Gyldenstierne
- (1616-1629) Mette Eriksdatter Hardenberg gift Gyldenstierne
- (1629-1640) Knud Gyldenstierne
- (1640-1669) Henrik Gyldenstierne
- (1669-1680) Lisbeth Podebusk gift Gyldenstierne
- (1680-1689) Erik Lykke / Claus Brockenhuus / Eiler Brockenhuus
- (1689-1694) Erik Lykke / Claus Brockenhuus
- (1694-1701) Erik Lykke
- (1701-1705) Øllegaard Sehested gift (1) Lykke (2) Rosenkrantz
- (1705-1736) Christian Rosenkrantz
- (1736-1767) Frederikke Louise Krag gift Rosenkrantz
- (1767-1769) Hans Berg
- (1769-1803) Olave Marie Lange gift Berg
- (1803-1824) Jens Magnus Berg
- (1824-1844) Johanne Francisca von Westen gift Berg
- (1844-1851) Christian von Westen Berg
- (1851-1853) Enke Fru von Westen Berg
- (1853-1865) F. C. G. Busck
- (1865-1874) Frederik Ludvig Vilhelm lensgreve Ahlefeldt-Laurvig
- (1874-1912) Julius Ludvig greve Ahlefeldt-Laurvig-Bille
- (1912-1914) Jessie baronesse Bille-Brahe gift Ahlefeldt-Laurvig-Bille
- (1914) Udstykningsforening For Sjælland Og Fyns Stifter
- (1914) P. Christensen
- (1914-1915) Mejeriejer Jensen
- (1915-1916) Mads Larsen
- (1916-1923) K. Brandt
- (1923-1946) Kai Gustav Hamann
- (1946-1972) Aage Johannes Fast
- (1972-2006) Per Haustrup Normann
- (2006-2020) Jens Belling[7]
- (2020-) Thomas Kirk Kristiansen[8]